# ブルダック炒め麺
ブルダック炒め麺（ブルダックいためめん、韓: 불닭볶음면）は、三養食品が製造するインスタントラーメンのブランドである。

## 概要
2012年に発売。パッケージには公式キャラクターのホチが描かれている。袋麺の他にカップ麺も販売されている。ブルダックとは朝鮮料理の一種で、多量のスパイスを用いたバーベキューチキン料理である。ブル（韓: 불）は韓国語で火、ダック（韓: 닭）は鶏を意味する。

## 調理
袋から内容物を取り出し、フライパンで沸騰させた湯の中に麺を入れて茹でながら解す。茹で終えた麺を湯切りし、液体ソースと共に炒めて最後に加薬を振り掛けて食べる。

## 味と栄養素
日本では以下の6種類の味が販売されている。
| 味             | 商品名                            | 内容量 | 熱量    | 蛋白質 | 脂質  | 炭水化物 | 出典   |
| -------------- | --------------------------------- | ------ | ------- | ------ | ----- | -------- | ------ |
| オリジナル     | ブルダック炒め麺                  | 140g   | 530kcal | 12.0g  | 16.0g | 85.0g    | [ 5 ]  |
| オリジナル     | ブルダック炒め麺CUP               | 70g    | 280kcal | 6.0g   | 10.0g | 42.0g    | [ 6 ]  |
| オリジナル     | ブルダック炒め麺BIG               | 105g   | 425kcal | 9.0g   | 15.0g | 63.0g    | [ 7 ]  |
| カルボナーラ   | カルボナーラブルダック炒め麺      | 130g   | 550kcal | 8.0g   | 20.0g | 84.0g    | [ 8 ]  |
| カルボナーラ   | カルボナーラブルダック炒め麺CUP   | 80g    | 340kcal | 5.0g   | 12.0g | 53.0g    | [ 9 ]  |
| カルボナーラ   | カルボナーラブルダック炒め麺BIG   | 105g   | 470kcal | 7.0g   | 21.0g | 63.0g    | [ 10 ] |
| チーズ         | チーズブルダック炒め麺            | 140g   | 550kcal | 13.0g  | 18.0g | 84.0g    | [ 11 ] |
| チーズ         | チーズブルダック炒め麺CUP         | 70g    | 280kcal | 6.0g   | 10.0g | 41.0g    | [ 12 ] |
| チーズ         | チーズブルダック炒め麺BIG         | 105g   | 430kcal | 9.0g   | 16.0g | 63.0g    | [ 13 ] |
| 極辛           | 極辛ブルダック炒め麺              | 140g   | 545kcal | 13.0g  | 17.0g | 85.0g    | [ 14 ] |
| 極辛           | 極辛ブルダック炒め麺CUP           | 70g    | 295kcal | 7.0g   | 11.0g | 42.0g    | [ 15 ] |
| 極辛           | 極辛ブルダック炒め麺BIG           | 105g   | 425kcal | 9.0g   | 15.0g | 64.0g    | [ 16 ] |
| クリームカルボ | クリームカルボブルダック炒め麺    | 140g   | 550kcal | 11.0g  | 17.0g | 88.0g    | [ 17 ] |
| クリームカルボ | クリームカルボブルダック炒め麺BIG | 120g   | 500kcal | 10.0g  | 17.0g | 76.0g    | [ 18 ] |

## 回収騒動
2024年6月、デンマークの獣医・食品管理局はブルダックの3製品について、「カプサイシン濃度があまりにも高く、消費者が急性中毒を起こす危険性がある」として、三養食品に対して同国内での対象製品の販売中止を指示すると同時に消費者に対しては対象製品の破棄または購入店への返品を行うように呼び掛けた。
2024年8月、デンマークは一部製品の販売禁止措置を解除した。

## ギャラリー

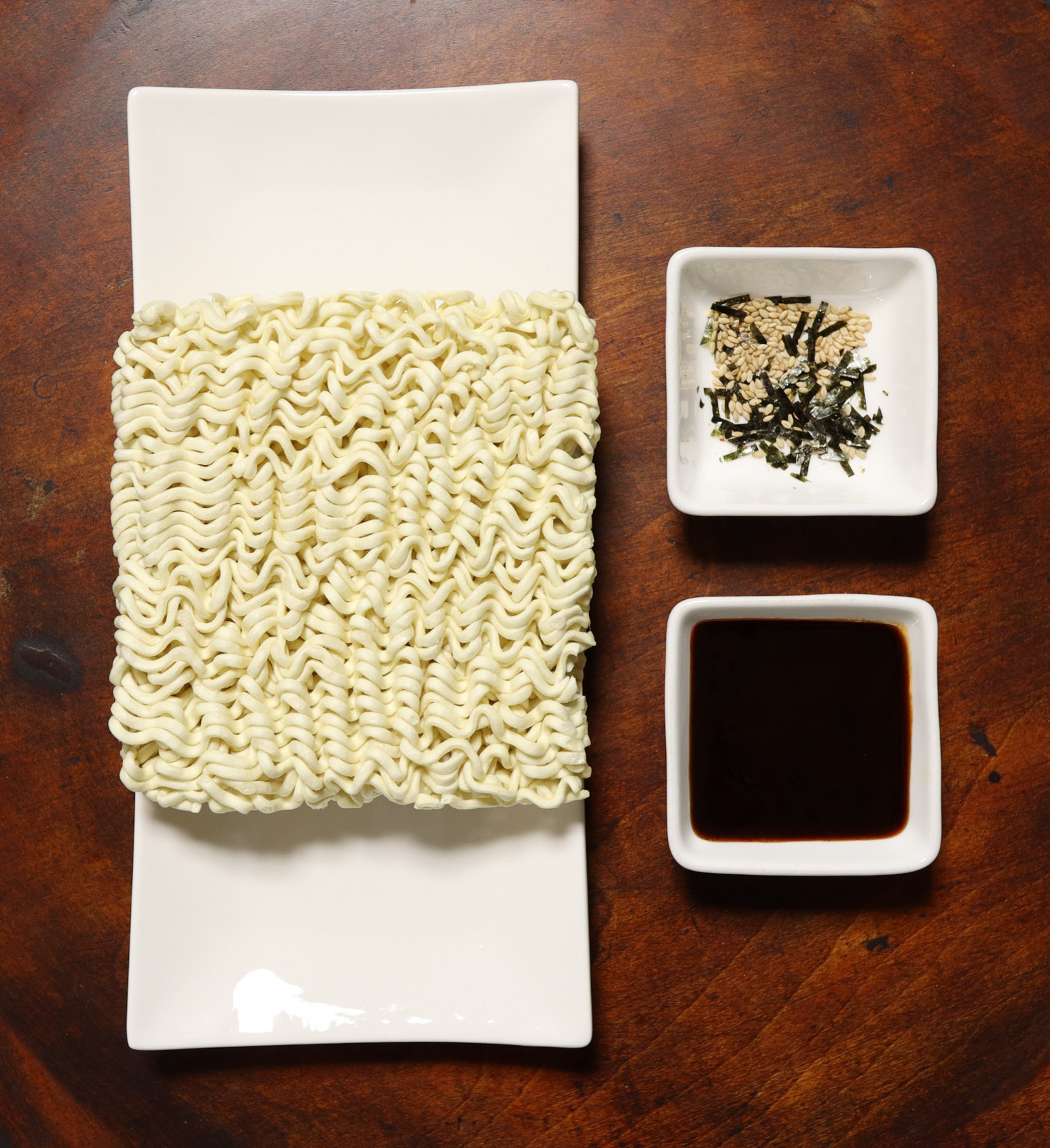
調理前の内容物
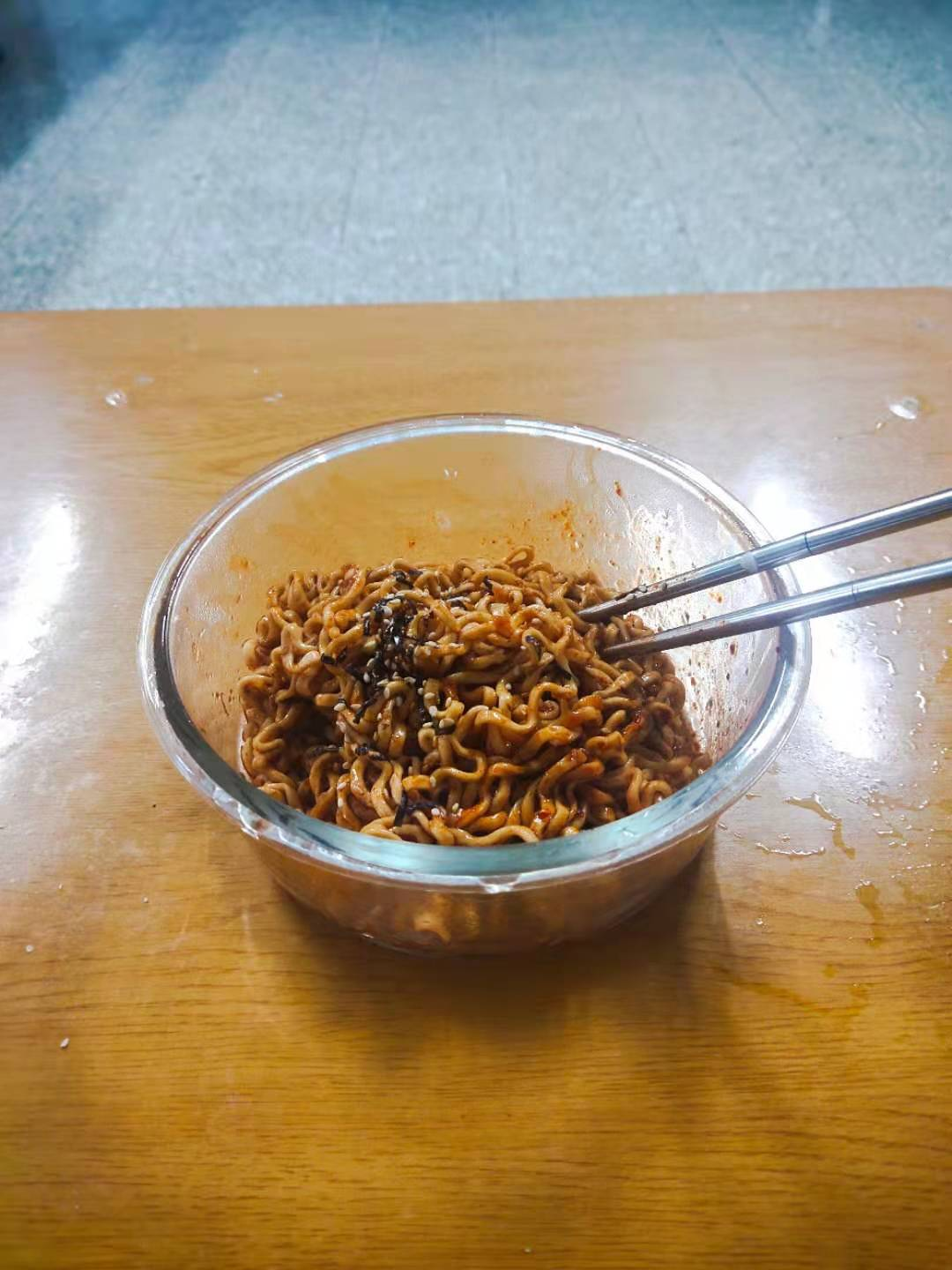
茹でた後のブルダック炒め麺
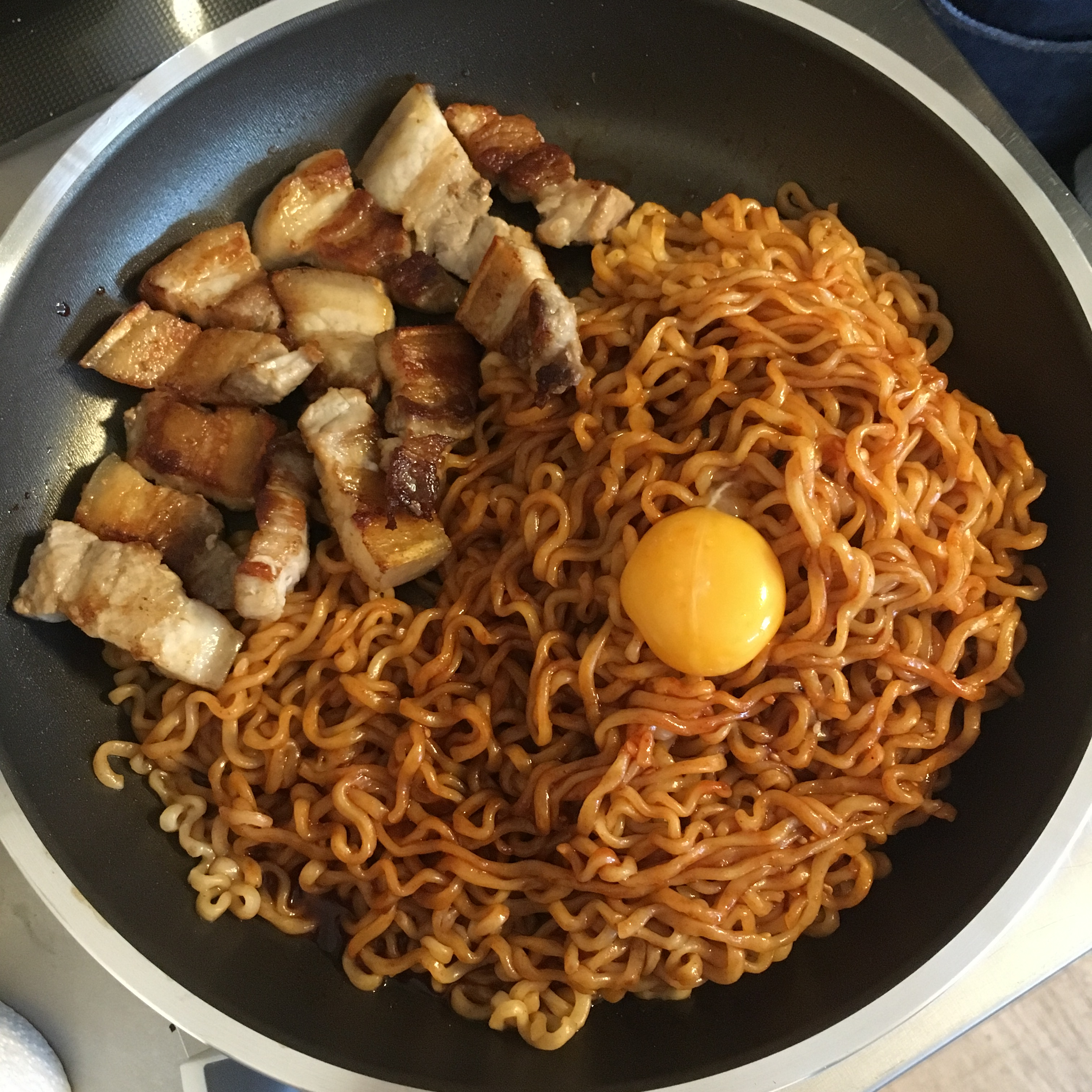
鶏卵と肉を乗せた調理例